# 桑加苏伦·卓力格
桑加苏伦·卓力格（1962年4月20日—1998年10月2日）蒙古乌兰巴托人，蒙古人民共和国及蒙古国政治人物，是1990年蒙古民主革命的领导人之一，人称“民主的金燕子”（Ardchillyn altan kharaatsai）。

## 生平
卓力格的外祖父是一位俄罗斯地理学家，跟随探险家彼得·库兹米奇·科兹洛夫来到蒙古。他的外祖父在乔巴山发动的大镇压中遇害，留下的一个女儿道尔吉帕拉木（Dorjpalam）成了孤儿。道尔吉帕拉木曾在蒙古人民共和国的一部受欢迎的电影中演出。后来，她与一位布里亚特裔的蒙古国立大学教授桑加苏伦（Sanjaasüren）结婚，卓力格是他们三个孩子中的第二个孩子。
1970年起，卓力格在乌兰巴托第23中学学习，这是一所以俄语授课的学校。1980年至1985年，他在苏联莫斯科国立大学学习哲学。1985年归国以后，担任乌兰巴托的蒙古革命青年团的指导员一年。1986年起成为蒙古国立大学的科学社会主义讲师。他还成为国际象棋棋手，后来担任蒙古国际象棋联合会（Mongolian Chess Federation）主席。1988年，他同其他持不同政见青年创立了“新一代”（New Generation）小组，以在蒙古传播民主
1989年至1990年，蒙古人民共和国发生了大规模要求民主改革的政治运动。1989年12月10日，在德国柏林墙被推倒一个月后，卓力格组织了大约200人发起示威游行，要求实行市场经济和自由选举。1990年1月，他们在乌兰巴托市中心的苏赫巴托尔广场举行每周末的示威活动，示威规模在2月开始扩大。示威的扩大使群众和蒙古当局间的关系日趋紧张，眼看群众就要与前来镇压的士兵发生冲突。此时，卓力格手持扩音器，坐在一位朋友的肩膀上发表演说，要求群众保持冷静，以避免发生任何流血冲突，与执政党蒙古人民革命党在“坚持社会主义原则之下展开对话”。卓力格坐在朋友肩膀上、手持扩音器演说的照片，成为蒙古和平的民主化革命的象征。1990年3月，执政党蒙古人民革命党同示威者达成和解，接受了民主化的要求。以姜巴·巴特蒙赫总书记和杜马·索德诺姆总理为首的蒙古人民革命党政治局全体委员集体辞职，标志着蒙古人民革命党一党专政体制的结束。
他在1990年6月当选人民大呼拉尔委员。1991年苏联发生八一九事件，他对以伊万·西拉耶夫为首的国家紧急委员会和苏共内的保守派表示谴责，成为当时唯一一位表态谴责的蒙古知名政治家。他在1992年和1996年两次当选国家大呼拉尔委员，其中1992年时他是少数派人士，1996年他是民主联盟成员，民主联盟从1996年到2000年在蒙古国执政，是蒙古人民革命党下台后的首个执政党。他对蒙古正在实行的市场经济改革方式提出质疑，认为这种改革方式是不公正的，而且会让广大蒙古人更加贫困。
1998年，他被任命为代理基础设施部部长。这一年正是蒙古的多事之秋，查希亚·额勒贝格道尔吉当选为新任蒙古国总理，上台之后的第一项决定就是将国有企业“复兴银行”（Reconstruction Bank）卖给由蒙古民主人士经营的私营企业郭勒穆特银行。蒙古人民革命党的国家大呼拉尔委员们集体抗议，他们发起内阁不信任案，迫使额勒贝格道尔吉内阁集体辞职。那楚克·巴嘎班迪总统拒绝接受占国家大呼拉尔大多数席位的民主联盟提名的总理人选。各党私下交涉之后，共推卓尔格为新任总理候选人，并得到巴嘎班迪的认可。预定在1998年10月5日发表任命卓力格为总理的决定。
不过卓力格在1998年10月2日（星期五）就被人谋杀了。当天，两名凶手闯入他的住所，将其妻子布尔干（Bulgan）绑了起来并等待他回家。在卓力格踏入家门以后，凶手向他连刺十六刀，其中三刀正中心脏。匪夷所思的是，凶手在离开现场之后，将他家冰箱里的一瓶醋和一瓶酱油带走了。凶案发生四天之后，苏赫巴托尔广场聚集了三万市民，集体追悼卓力格。他的尸体在政府官邸安置，随后在1998年10月7日（星期三）下葬。政治问题延续了两个月，直到1998年12月乌兰巴托市市长姜拉布·纳兰查茨拉勒特被任命为总理为止。
卓力格被谋杀案，其动机和凶手身份至今仍是个谜。有人认为是政权内部泄露了他要被任命为总理的情报给反对者，为了防止卓力格的当选便将其暗杀。不过这种说法没有任何证据。

## 家庭
卓力格的妹妹桑加苏伦·奥云，也是蒙古国政治家。